# 麦兹海布
麦兹海布，或者麥茲哈布，是指伊斯蘭教法學中的一个学派，音译自“madhhab”（阿拉伯语： maḏhab，IPA：[ˈmæðhæb]，指“做事的方法”。复数： maḏāhib，[mæˈðaːhɪb]）。在伊斯兰教的头150年，曾经有过许多麦兹海布，后来它们大都消失或者并入了其他的学派之中。在2005年为世界主流伊斯兰学者承认的安曼信息认可了四个逊尼学派（哈乃斐派、马立克派、沙斐仪派、罕百里）、两个什叶学派（賈法里派、宰德派）、伊巴德派和扎希里派。